# Wielkie rzeczy
Wielkie rzeczy – film (miniserial telewizyjny) w reżyserii Krzysztofa Krauzego, składający się z 3 części: System, Gra i Sieć. Okres zdjęciowy trwał od 30 września do 8 listopada 1999.

## System
Marian Ratajczak jest samotnie mieszkającym emerytem. Jego jedynym przyjacielem jest jego pies. Marian jest całkowicie przywiązany do swojego starego telewizora. Pewnego dnia odbiornik traci kolor, ponieważ, jak się później okazuje jest to wynik zmiany ogólnonarodowego systemu z nadawania SECAM-u na PAL. Następnie telewizor przestaje działać. Od tego czasu Ratajczak jest stale podenerwowany. Ponieważ jest skłócony ze swoją sąsiadką, Wesołowską, teraz zaczyna inaczej ją traktować. Okazuje się, że ona ma taki sam telewizor, jak on, tylko że jej odbiornik zachował kolorowy obraz.
Obsada
- Marian Cebulski − Marian Ratajczak
- Krystyna Karkowska − Wesołowska
- Krystyna Rutkowska-Ulewicz − dozorczyni
- Jerzy Gudejko − Staszek Ratajczyk
- Katarzyna Tatarak − Irena Ratajczyk
- Jacek Braciak − monter telewizji kablowej
- Stanisław Sparażyński − mężczyzna na pogrzebie
- Aleksander Mikołajczak − Rzepecki

## Gra
Jerzy Jastrzębski traci pracę. Jest mu ciężko z tego powodu, więc zaczyna nadużywać alkoholu. Doprowadza to do tego, że jego żona i syn wyprowadzają się od niego. Pewnego dnia dowiaduje się od prezenterki telewizyjnej, że został wylosowany, by wziąć udział w konkursie. Nagrodą jest luksusowy samochód. Prawidłowo odpowiada na pytanie i otrzymuje wiadomość, że za kilka dni odbierze samochód.
Obsada
- Andrzej Chyra − Jerzy Jastrzębski
- Katarzyna Śmiechowicz − Katarzyna
- Bartosz Obuchowicz − Artur
- Tomasz Dedek − narzeczony Katarzyny
- Maria Kaniewska − matka Jerzego
- Piotr Gąsowski − brat Jerzego
- Magdalena Gnatowska − kioskarka
- Elżbieta Jagielska − robotnica w kolejce po staniki
- Sławomir Jóźwik − przedstawiciel Renault
- Henryk Gołębiewski − Karłowski, kolega Jerzego
- Mikołaj Korzyński − Ludwiczak

## Sieć
Cezary i Danuta - młode, bezdzietne małżeństwo - poświęcają się pracy w swoim sklepie. Ich życie prywatne jest szczęśliwe, jednak wszystko się zmienia, kiedy Cezary odkrywa, że jego żona ma telefon komórkowy i wcześniej o niczym mu nie powiedziała. Jest pewien, że Danuta ma romans z dealerem telefonów. Cezary od tego czasu zaczyna śledzić swoją żonę; w efekcie ich dotąd udane małżeństwo staje na granicy rozwodu.
Obsada
- Cezary Kosiński − Cezary Skowronek
- Jowita Miondlikowska − Danuta Skowronek
- Irena Kownas − matka Danuty
- Marian Dziędziel − ojciec Danuty
- Jacek Garbarek − dealer telefonów
- Jarosław Budnik − mężczyzna u Walerków
- Maria Maj − adwokatka Danki
- Waldemar Obłoza − kontrahent w sklepie Skowronków
- Ewa Konstancja Bułhak − Walerkowa, koleżanka Danuty